# San Antonio Bonixi
San Antonio Bonixi är en ort i Mexiko, tillhörande kommunen Ixtlahuaca i den västra delen av delstaten Mexiko. Orten hade 2 768 invånare vid folkräkningen 2010.